# Vương Văn Đông
Vương Văn Đông (5 tháng 3 năm 1930 – 21 tháng 4 năm 2018) là cựu Trung tá Quân lực Việt Nam Cộng hòa cùng với Đại tá Nguyễn Chánh Thi lãnh đạo cuộc đảo chính năm 1960 nhằm lật đổ chính quyền của Tổng thống Ngô Đình Diệm. Nỗ lực đảo chính thất bại nên ông cùng Đại tá Thi và Trung tá Phạm Văn Liễu lên chiếc C-47 trốn sang Campuchia và sau đó được Cựu hoàng Norodom Sihanouk cho phép tị nạn tại đây.
Ông từng theo học khóa sĩ quan ở Fort Leavenworth, bang Kansas nước Mỹ. Lưu vong tại Campuchia được ít lâu ông bèn chạy sang Pháp vào tháng 4 năm 1963. Sau khi hay tin nhóm tướng lĩnh dưới quyền Dương Văn Minh đã phát động đảo chính thành công giết chết Diệm vào đầu tháng 11 năm 1963, ông mới quyết định hồi hương. Mặc dù vậy, Hội đồng Quân nhân Cách mạng không trao cho ông bất kỳ chức vụ chính thức nào trong tân chính phủ, thay vào đó họ lại muốn bắt giữ ông vì nghi ngờ ý định đảo chính. Đúng lúc đó, một tổ chức thuộc Đảng Cộng sản tại Sài Gòn đã lén giúp ông tìm cách trốn sang Pháp định cư và chẳng bao giờ quay trở lại Việt Nam nữa.
Sang đây rồi, ông âm thầm sinh sống ở Paris cho đến khi qua đời ngày 21 tháng 4 năm 2018 vì bệnh tật ở tuổi 88, sau một tháng điều trị tại Bệnh viện Deauville ở Normandy.